# Metilprednisolone
Il metilprednisolone o 6-MP è un glucocorticoide sintetico sintetizzato nei laboratori di ricerca della Upjohn di Kalamazoo poi diventato della casa farmaceutica Pfizer e denominato Medrol.
È derivato dalla metilazione sul carbonio in posizione 6 del prednisolone.

## Indicazioni
Come la maggior parte dei glucocorticoidi, anche il metilprednisolone possiede attività antinfiammatoria, immunosoppressiva e antiallergica, sebbene possa essere utilizzato in altre numerose patologie:
- Disordini endocrini: è utilizzato nell'insufficienza corticosurrenale primaria o secondaria, nell'iperplasia surrenale congenita, nell'ipercalcemia associata a neoplasie e in tiroiditi suppurative.

- Affezioni reumatologiche: possedendo potente attività antinfiammatoria può essere utilizzato efficacemente in affezioni a carico delle strutture osteo-articolari, sebbene le indicazioni terapeutiche siano indicate per cure a breve termine per il superamento di riacutizzazioni croniche o in stati flogistici acuti. Questo significa che il metilprednisolone deve essere utilizzato con cautela e per brevi periodi per patologie quale tenosinovite acuta aspecifica, spondilite anchilosante, borsite acuta, artrite gottosa acuta, artrite psoriasica e artrite reumatoide.

- Collagenopatie: i casi indicati per l'uso del metilprednisolone sono lupus eritematoso e cardite reumatica acuta.

- Affezioni dermatologiche: pemfigo, dermatite esfoliativa, micosi fungoide e sindrome di Stevens-Johnson e gravi forme di psoriasi.

- Stati allergici: possedendo attività antiallergica, il metilprednisolone può essere usato per la cura di alcune affezioni allergiche, in particolare per le forme più gravi, anomale o che non rispondono alle cure convenzionali come rinite allergica, dermatite da contatto, dermatite atopica, asma bronchiale, malattia da siero, edema angioneurotico e orticaria.

- Affezioni oftalmiche: per alcune affezioni, anche gravi, a carico delle strutture dell'occhio, come ulcere marginali corneali allergiche, congiuntivite allergica, herpes zoster oftalmico, cheratite.

- Affezioni respiratorie: sarcoidosi, o altre patologie che non rispondono a terapie classiche come sindrome di Loeffler, berilliosi.

- Traumi midollari: in protocolli ormai standard, frutto della fondamentale ricerca di Bracken et al. nel 1990[2], si ricorre a mega dosi di metilprednisolone usati tempestivamente rispetto all'evento traumatico (max 8 ore), per la prevenzione delle sequele dei traumi spinali[3].

Le 4 metanalisi fin qui condotte sull'uso del metilprednisolone nel trattamento dei traumi spinali danno esiti confondenti e pongono dubbi sulla reale efficacia di questa pratica terapeutica ormai ampiamente diffusa in ambito traumatologico.

## Effetti avversi
Trattandosi di un potente glucocorticoide, gli effetti avversi sono quelli dei glucocorticoidi. In casi di terapia particolarmente prolungata, si possono verificare squilibri del bilancio elettrolitico, perdita di calcio e quindi osteoporosi, miopatia, debolezza muscolare, ulcera, esofagite, pancreatite. Viene ritardato il processo di cicatrizzazione, la cute si fa più sottile, fragile, i vasi sanguigni vengono indeboliti, si ha redistribuzione del grasso corporeo, petecchie, ecchimosi, eritemi facciali. A livello centrale si possono verificare vertigini, cefalea, convulsioni, irregolarità endocrine, variazioni dell'asse ipofisi-surrene.